# 格蘭德艾蘭 (內布拉斯加州)
格蘭德艾蘭（Grand Island, Nebraska）是美國內布拉斯加州霍爾縣的縣治，位於該州中部普拉特河畔。面積55.9平方公里，2000年人口42,940人，是該州第四大城市。
建於1872年。1890年在那裡興建全美第一家處理甜菜的工廠。